# 御船町立木倉小学校
御船町立木倉小学校（みふねちょうりつ きのくらしょうがっこう）は、熊本県上益城郡御船町にある小学校。

## 沿革
- 1874年（明治 7年）6月 - 尋常木倉小学校創立
- 1875年（明治 8年） - 西木倉に移転。
- 1877年（明治10年） - 南西（本校）と東北（分校）に分離
- 1884年（明治17年） - 両校を統合
- 1941年（昭和16年）4月 - 木倉村立木倉国民学校と改称
- 1947年（昭和22年）4月 - 木倉村立木倉小学校と改称
- 1955年（昭和30年）1月 - 御船町立木倉小学校と改称